# Walter Kusch
Walter Kusch (* 31. Mai 1954 in Hildesheim) ist ein ehemaliger deutscher Schwimmer.

## Leben
Bei den Olympischen Spielen 1976 in Montreal gewann er mit der deutschen 4 × 100-m-Lagenstaffel die Bronzemedaille. Seinen größten Triumph feierte Kusch 1978, als er über 100 m Brust Weltmeister wurde. Außerdem gewann er mehrere Medaillen bei Weltmeisterschaften und Europameisterschaften über die Bruststecken sowie mit der Lagenstaffel und stellte in seiner Laufbahn insgesamt 34 deutsche Rekorde auf. Seit 2009 hat er zudem Medaillen bei Nationalen wie Internationalen Meisterschaften gewinnen können und dabei diverse neue Europa- und Weltrekorde in der Altersklasse 55 aufgestellt.
Heute arbeitet er als Zahnarzt in Hildesheim.

## Erfolge

### Olympische Spiele
1976
- 1 × Bronze: 4 × 100 m Lagen

### Weltmeisterschaften
1975
- 1 × Silber: 4 × 100 m Lagen

1978
- 1 × Gold: 100 m Brust
- 1 × Silber: 4 × 100 m Lagen
- 1 × Bronze: 200 m Brust

2010
- 1 × Gold: 50 m Brust AK 55
- 1 × Gold: 100 m Brust AK 55

### Europameisterschaften
1970
- 1 × Bronze: 200 m Brust

1974
- 1 × Gold: 4 × 100 m Lagen
- 1 × Silber: 100 m Brust

1977
- 2 × Bronze: 100 m Brust; 200 m Brust

2009
- 1 × Gold: 50 m Brust AK55
- 1 × Gold: 100 m Brust AK55

### Rekorde
2009
- 50 m Brust: Weltrekord AK55 Kurzbahn
- 50 m Brust: Weltrekord AK55 Langbahn
- 100 m Brust: Weltrekord AK55 Kurzbahn
- 100 m Brust: Europarekord AK55 Langbahn

## Auszeichnungen
1976 wurde Kusch mit dem Silbernen Lorbeerblatt ausgezeichnet.
1988 richtete das Niedersächsische Institut für Sportgeschichte die Ehrengalerie des niedersächsischen Sports ein und nahm Kusch für seine Verdienste um den Sport in Niedersachsen in die Ehrengalerie auf. Heute steht er in der Kategorie Ehrentafel des aus der Ehrengalerie hervorgegangenen Ehrenportals.